# جام باشگاه‌های تهران ۲۱–۱۳۲۰
جام باشگاه‌های تهران ۲۱–۱۳۲۰ پانزدهمین دوره جام باشگاه‌های تهران که توسط هیئت فوتبال تهران برگزار شد.
تیم دارایی تهران برای اولین بار قهرمان این دوره از رقابت‌ها شد.

## نحوه برگزاری مسابقات
بازی‌ها در دو گروه هشت تیمی آغاز شد. در گروه اول تیم‌های طوفان، جم، کورش، صفار، شعاع، شفق، بانک ملی و برق حضور داشتند و در گروه دوم تیم‌های دارایی، تدین، راه‌آهن، منصور، نیرو، میهن‌پرور، بوستان ورزش و رعد حضور داشتند. پس از انجام بازی‌های مرحله مقدماتی تیم طوفان با صدرنشینی در گروه یک و تیم دارایی با صدرنشینی در گروه دوم به بازی فینال راه یافتند.

## فینال
روز جمعه یازده اردیبهشت ۱۳۲۱ دو تیم طوفان و دارایی برای تعیین قهرمان به مصاف هم رفتند. بزرگان کشوری و لشکری از گوشه و کنار تهران راهی امجدیه شده بودند.
بازیکنان دارایی با پیراهن قرمز: مهاجر (دروازه‌بان)، قریب، رحیمیان، گنج‌بخش، ممقانی، صرافان، فرزانه، علی اکبر محب، دانایی، امیر صالح و حسین مبشر (که بعدها دو دوره رئیس فدراسیون فوتبال شد).
بازیکنان طوفان با پیراهن آبی: پژوه افسر (دروازه‌بان)، اشرفی، قاسمی، مرادی، فرزانگان، سلیمی، محسنی، خاتمی، حیدری، بختیار و پاسدار.
نیمه اول بازی بدون رد و بدل شدن گل سپری شد و در نیمه دوم هم گلی از خط دروازه‌ها عبور نکرد. بلندگوی امجدیه اعلام کرد سرنوشت دیدار در وقت اضافی سی دقیقه‌ای تعیین خواهد شد. بیست و هفت دقیقه از وقتهای اضافی نیز سپری شد و طلسم تساوی پابرجا باقی ماند. بازیکنان هنوز دنبال توپ می‌دویدند که بلندگوی امجدیه اعلام کرد اگر بازی با نتیجه تساوی پایان یابد براساس مقررات دو زمان هفت‌دقیقه‌ای به وقت اضافی سی‌دقیقه‌ای اضافه خواهد شد (چنین مقرراتی وجود نداشت) و در صورت پابرجا ماندن نتیجه تساوی بعد از ۱۳۴ دقیقه دیدار تکراری در پنجشنبه آینده برگزار خواهد شد. بازی در پایان ۱۲۰ دقیقه هم بدون گل شد تا دو تیم ۷ دقیقه اول وقت اضافی سوم را بازی کنند. در حالی‌که دو بازیکن دارایی مصدوم شدند و این تیم ۹ نفره بازی می‌کرد دقیقهٔ ۱۲۳ طلسم دروازه‌ها گشوده شد و طوفان سنگر دارایی را فتح کرد. فریادهای روی سکوها ادامه داشتند که دقیقهٔ ۱۲۵ طوفان گل دوم را هم زد. سوت پایان مترادف با پیروزی ۰–۲ طوفان برابر دارایی بود. بازیکنان دارایی به اعلام دو وقت هفت دقیقه ای پس از سی‌دقیقه وقت اضافی اعتراض کردند و آن را خلاف مقررات خواندند. آنها از خمینی درخواست کردند دستور رسیدگی به این امر بدهد.

### باطل شدن نتیجه
خمینی در ورزشگاه متوجه شد در فوتبال بعد از ۱۲۰ دقیقه، قانونی به نام دو وقت اضافه ی ۷ دقیقه ای وجود ندارد به همین دلیل دستور پیگیری را صادر کرد. موضوع اعتراض، مورد مطالعه انجمن تربیت بدنی قرار گرفت و انجمن پس از بررسی مقررات بین‌المللی و رسیدگی به شکایت باشگاه دارایی، اضافه‌شدن دو زمان هفت‌دقیقه‌ای پس از سی‌دقیقه بازی در وقت اضافی را خلاف مقررات دانست و پیروزی دو گله طوفان را «باطل» خواند. بر اساس حکم صادره نتیجه بازی همان تساوی بدون گل بود و قرار شد دو تیم دوباره در پنجشنبه بیست و هشت اردیبهشت در میدان امجدیه به مصاف هم بروند. انجمن تربیت بدنی ورود تماشاگران را آزاد اعلام کرد.

### تکرار فینال
پنجشنبه بیست و هشت اردیبهشت فرارسید و بازیکنان سرخپوش دارایی راهی میدان شدند. ولی نشانی از بازیکنان طوفان نبود. طوفانی‌ها خود را تیم پیروز نبرد نهایی می‌خواندند و تکرار بازی را ناشی از اعمال نفوذ باشگاه دارایی می‌دانستند. بازیکنان دارایی وسط زمین آمدند، دقایقی را سپری کردند و بدون زدن یک ضربه به توپ میدان را ترک کردند. انجمن تربیت بدنی قهرمان باشگاه‌های تهران را در بهار ۱۳۲۱ معرفی کرد: «دارایی».